# 다카야스 다카유키
다카야스 다카유키(일본어: 高安 孝幸, 2001년 9월 25일~)는 일본의 축구 선수이다.

## 구단 경력
그는 2019년 J2리그의 츠바이겐 가나자와에 입단했고, 4년동안 팀에서 뛰었다. 2023년 J3리그의 FC 류큐로 이적했다. 2024년까지 53경기에 출전하여, 3득점을 넣었다.